# Gáspárd
Gáspárd (szlovákul: Gašparovo) Benesháza településrésze Szlovákiában, a Besztercebányai kerületben, a Breznóbányai járásban.

## Fekvése
Breznóbányától 11 km-re északkeletre, Benesháza központjától 2 km-re nyugatra, a Garam partján fekszik.

## Története
A 18. század végén Vályi András így ír róla: GASPARO. „Tót falu Zólyom Vármegyében, földes Ura a’ Besztercze Bányai Bányászi Kamara, lakosai katolikusok, fekszik Benyúsnak szomszédságában, és annak filiája, mellyhez határja is hasonlító.”
Fényes Elek 1851-ben kiadott geográfiai szótárában így ír a faluról: „Gasparó, puszta, Zólyom vmegyében, a Garam jobb partján: 148 kath. lak.”
A trianoni diktátumig Zólyom vármegye Breznóbányai járásához tartozott.

## Külső hivatkozások
- Gáspárd Szlovákia térképén

## Lásd még
- Benesháza
- Fülöp